# Garrha limbata
Espèce
Garrha limbata est une espèce d'insectes lépidoptères de la famille des Oecophoridae.
On le trouve en Australie.